# Распрекрасный принц
«Распрекрасный принц» (англ. Charming) — музыкальная анимационная комедия о поисках истинной любви от продюсера Джона Х. Уильямса («Шрек», «Шрек 2»). В фильме звучат композиции знаменитых исполнительниц: Sia, Аврил Лавин, Деми Ловато, Эшли Тисдейл, G.E.M.

## Сюжет
О прекрасном принце мечтает каждая, что уж говорить о Распрекрасном. Необычный дар юноша получил ещё при рождении: девушки готовы на всё ради его улыбки, но плата за это — праведный гнев мужчин. Такое положение дел не может продолжаться вечно, а дар вот-вот обернётся проклятьем. И теперь у Распрекрасного принца всего три дня, чтобы спасти Королевство от самого себя…

## Роли озвучивали
- Уилмер Вальдеррама — принц Филипп Распрекрасный[2]
- Деми Ловато — Ленор Квинонез
- Ниа Вардалос — Гневелин Невервиш
- Sia — Полуоракула
- Аврил Лавин — Белоснежка
- Эшли Тисдейл — Золушка
- Глория Тэнг (G.E.M.) — Спящая красавица
- Джон Клиз — Фея-крёстная, палач
- Джим Каммингс — Король
- Крис Харрисон — художник-постановщик

## Прокат
Мультфильм вышел в прокат в Болгарии и Турции 18 мая 2018 года, в России — 28 июня 2018 года, в ЮАР — 17 августа 2018 года, в Кувейте и ОАЭ — 3 августа 2018 года, в Австралии и Новой Зеландии — 1 ноября 2018 года.